# 28242 Mingantu
28242 Mingantu este un asteroid din centura principală de asteroizi.

## Descriere
28242 Mingantu este un asteroid din centura principală de asteroizi. A fost descoperit pe 6 ianuarie 1999 la Xinglong în cadrul programului Beijing Schmidt CCD Asteroid Program. Asteroidul prezintă o orbită caracterizată de o semiaxă mare de 2,44 ua, o excentricitate de 0,12 și o înclinație de 3,9° în raport cu ecliptica.